# Maasgouw
Maasgouw è un comune olandese di 24 318 abitanti situato nella provincia di Limburgo.
Il comune è creato il 1º gennaio 2007 dalla fusione delle città di Heel, di Maasbracht, e di Thorn.

## Geografia antropica

### Frazioni
| N. | Frazione     | Abitanti (2007) |
| -- | ------------ | --------------- |
| 1  | Beegden      | 1800            |
| 2  | Heel         | 4260            |
| 3  | Linne        | 3770            |
| 4  | Maasbracht   | 7320            |
| 5  | Ohé en Laak  | 880             |
| 6  | Stevensweert | 1660            |
| 7  | Thorn        | 2580            |
| 8  | Wessem       | 2210            |